# Bohemian F.C.
Bohemian Football Club (irl. An Cumann Peile Bóithéimeach) – irlandzki klub piłkarski z siedzibą w Dublinie, powszechnie znany pod nazwą Bohemians.

## Osiągnięcia
- Mistrzostwo Irlandii (11 razy): 1924, 1928, 1930, 1934, 1936, 1975, 1978, 2001, 2003, 2008, 2009
- FAI Cup (7 razy): 1928, 1935, 1970, 1976, 1992, 2001, 2008
- Irish Cup (1 raz): 1908
- FAI League Cup (2 razy): 1975, 1979
- League of Ireland Shield (6 razy): 1924, 1928, 1929, 1934, 1939, 1940
- Dublin City Cup (1 raz): 1936
- Dublin and Belfast Intercity Cup (1 raz): 1945
- Top Four Cup (1 raz): 1972
- Acieries D'Angeleur (1 raz): 1929

## Historia
Bohemians założony został 6 września 1890 roku, a w pierwszej lidze Irlandii zadebiutował w 1921 roku. W swym pierwszym sezonie klub zajął drugie miejsce, 2 punkty za St James’s Gate, dzięki czemu został pierwszym wicemistrzem Irlandii. Swoje pierwsze mistrzostwo Bohemians zdobył w 1924 roku. W 1928 roku była podwójna korona – czyli mistrzostwo i Puchar Irlandii. W początkach irlandzkiej ligi klub należał do najsilniejszych, zdobywając trzykrotnie mistrzostwo kraju, a w 1935 kolejny puchar.
Po okresie sukcesów nadszedł dla klubu trudny okres, w którym drużyna zajmowała przeważnie pozycje w dolnych częściach ligowej tabeli, rzadko włączając się do walki o tytuł. Klub aż przez 34 sezony nie zdobył żadnego krajowego trofeum. W 1969 roku Bohemians przestał być klubem ściśle amatorskim. Pierwszym graczem, który podpisał zawodowy kontrakt z Bohemians był Tony O’Connell, który zawarł z klubem umowę 11 marca 1969 roku.
W latach 70. doszło do nowej fali sukcesów. Klub zdobył w tym okresie dwa tytuły mistrza Irlandii oraz dwa Puchary Ligi. W 1970 roku klub zadebiutował w europejskich pucharach, odpadając już w kwalifikacjach Pucharu Zdobywców Pucharów. Po zdobyciu Pucharu LIgi w 1979 roku klub wszedł w drugi okres bez żadnych sukcesów, który trwał do 1992 roku, kiedy to Bohemian zdobył Puchar Irlandii. W 2001 roku Bohemians został mistrzem Irlandii po raz ósmy, w roku 2003 – po raz dziewiąty, a w sezonie 2008 – po raz 10.

### Stadion
Pierwszym stadionem klubu Bohemians był Polo Ground w Phoenix Park. Słupki i poprzeczki bramek oraz inny sprzęt trzymano w Gate Lodge przy North Circular Road pod Dublinem. Boiska tego klub używał do sezonu 1893/94, kiedy to Bohemians dorobił się własnego gruntu przy Jones Road znanego teraz pod nazwą Croke Park, obecnej siedziby władz Gaelic Athletic Association. Na terenie tym powstało później boisko, które dziś zajmuje klub Belvedere Rugby Football Club. Mając własny stadion Bohemians zaczął wreszcie pozyskiwać pierwsze środki finansowe, wprowadzając opłaty za wstęp na wszystkie ważne mecze rozgrywane w domu.
Do nowej siedziby w Whitehall w leżącym w pobliżu Dublina Glasnevin klub przeniósł się na początku sezonu 1895/96. Jednak wtedy obszar ten był trudny do wykorzystania z powodu braku publicznego transportu, dlatego zarząd klubu wciąż szukał nowej siedziby. W końcu klub przeniósł się do Dalymount Park, którego oficjalne otwarcie nastąpiło 7 września 1901 roku.
W 2006 roku członkowie klubu zdecydowali się sprzedać Dalymount Park za sumę 60 milionów euro, co sprawiło, że klub jak na irlandzkie warunki stał się niezwykle zamożny. W ramach zawartej umowy sprzedaży przystąpiono do budowy nowego stadionu w Harristown koło portu lotniczego w Dublinie.

### Rekordy
- Najwyższe zwycięstwo ligowe: 10:1 16 sierpnia 2019 roku z klubem University College Dublin
- Najwyższe zwycięstwo: 11:0 27 listopada 1946 roku w finale Leinster Senior Cup z klubem Grangegorman
- Najwyższa porażka ligowa: 0:7 5 lutego 1955 roku z Shamrock Rovers
- Najwięcej bramek w sezonie: 25, Glen Crowe w 2000/01
- Najwięcej bramek w lidze: 120, Turlough O’Connor
- Najwięcej występów w barwach klubu: 595, Tommy Kelly
- Najwięcej bramek: 192, Turlough O’Connor
- Najstarszy gracz: 40, Gary Matthews

### Trenerzy
| Lata                 | Trener            | Mistrz Irlandii | Puchar Irlandii | Puchar Ligi |
| -------------------- | ----------------- | --------------- | --------------- | ----------- |
| 1964–1967, 1968–1973 | Seán Thomas       |                 | 1               |             |
| 1973–1990            | Billy Young       | 2               | 1               | 2           |
| 1990–1993            | Eamonn Gregg      |                 | 1               |             |
| 1993–1998            | Turlough O’Connor |                 |                 |             |
| 1998                 | Joe McGrath       |                 |                 |             |
| 1998–2001            | Roddy Collins     | 1               | 1               |             |
| 2001                 | Pete Mahon        |                 |                 |             |
| 2001–2004            | Stephen Kenny     | 1               |                 |             |
| 2005–2006            | Gareth Farrelly   |                 |                 |             |
| 2006–2007            | Sean Connor       |                 |                 |             |
| 2007–2011            | Pat Fenlon        | 2               | 1               | 1           |
| 2012–2013            | Aaron Callaghan   |                 |                 |             |
| 2013                 | Owen Heary (t)    |                 |                 |             |
| 2013                 | Bobby Browne      |                 |                 |             |
| 2014                 | Owen Heary        |                 |                 |             |
| 2014–                | Keith Long        |                 |                 |             |

## Europejskie puchary
Legenda do wszystkich tabel:
- Q – runda eliminacyjna, 1/16, 1/8, 1/4, 1/2 – odpowiednia faza rozgrywek, Grupa – runda grupowa, 1r gr – pierwsza runda grupowa, 2r gr – druga runda grupowa, F – finał, R – runda, PO – play-off
- k. – rzuty karne, los. – losowanie, Dogr. – dogrywka, w. – zasada bramek strzelonych na wyjeździe

| Sezon   | Rozgrywki                 | Runda   | Przeciwnik           | Dom             | Wyjazd          | Ogólnie         |
| ------- | ------------------------- | ------- | -------------------- | --------------- | --------------- | --------------- |
| 1970/71 | Puchar Zdobywców Pucharów | Q       | TJ Gottwaldov        | 1–2             | 2–2             | 3–4             |
| 1972/73 | Puchar UEFA               | 1R      | 1. FC Köln           | 0–3             | 1–2             | 1–5             |
| 1974/75 | Puchar UEFA               | 1R      | Hamburger SV         | 0–1             | 0–3             | 0–4             |
| 1975/76 | Puchar Europy             | 1R      | Rangers              | 1–1             | 1–4             | 2–5             |
| 1976/77 | Puchar Zdobywców Pucharów | 1R      | Esbjerg fB           | 2–1             | 1–0             | 3–1             |
| 1976/77 | Puchar Zdobywców Pucharów | 1/8     | Śląsk Wrocław        | 0–1             | 0–3             | 0–4             |
| 1977/78 | Puchar UEFA               | 1R      | Newcastle United     | 0–0             | 0–4             | 0–4             |
| 1978/79 | Puchar Europy             | 1R      | Omonia Nikozja       | 1–0             | 1–2             | 2–2, w.         |
| 1978/79 | Puchar Europy             | 1/8     | Dynamo Drezno        | 0–0             | 0–6             | 0–6             |
| 1979/80 | Puchar UEFA               | 1R      | Sporting CP          | 0–0             | 0–2             | 0–2             |
| 1984/85 | Puchar UEFA               | 1R      | Rangers              | 3–2             | 0–2             | 3–4             |
| 1985/86 | Puchar UEFA               | 1R      | Dundee United        | 2–5             | 2–2             | 4–7             |
| 1987/88 | Puchar UEFA               | 1R      | Aberdeen             | 0–0             | 0–1             | 0–1             |
| 1992/93 | Puchar Zdobywców Pucharów | 1R      | Steaua Bukareszt     | 0–0             | 0–4             | 0–4             |
| 1993/94 | Puchar UEFA               | 1R      | Girondins Bordeaux   | 0–1             | 0–5             | 0–6             |
| 1995    | Puchar Intertoto          | Grupa 5 | Odense BK            | 0–2             |                 | 5. miejsce      |
| 1995    | Puchar Intertoto          | Grupa 5 | Girondins Bordeaux   | 0–2             |                 | 5. miejsce      |
| 1995    | Puchar Intertoto          | Grupa 5 | HJK Helsinki         |                 | 2–3             | 5. miejsce      |
| 1995    | Puchar Intertoto          | Grupa 5 | IFK Norrköping       |                 | 0–5             | 5. miejsce      |
| 1996/97 | Puchar UEFA               | 1Q      | Dynama Mińsk         | 1–1             | 0–0             | 1–1, w.         |
| 1997/98 | Puchar UEFA               | 1Q      | Ferencvárosi TC      | 0–1             | 0–5             | 0–6             |
| 2000/01 | Puchar UEFA               | Q       | Aberdeen             | 0–1             | 2–1             | 2–2, w.         |
| 2000/01 | Puchar UEFA               | 1R      | 1. FC Kaiserslautern | 1–3             | 1–0             | 2–3             |
| 2001/02 | Liga Mistrzów             | 1Q      | Levadia Tallinn      | 3–0             | 0–0             | 3–0             |
| 2001/02 | Liga Mistrzów             | 2Q      | Halmstads BK         | 1–2             | 0–2             | 1–4             |
| 2003/04 | Liga Mistrzów             | 1Q      | BATE Borysów         | 3–0             | 0–1             | 3–1             |
| 2003/04 | Liga Mistrzów             | 2Q      | Rosenborg BK         | 0–1             | 0–4             | 0–5             |
| 2004/05 | Puchar UEFA               | 1Q      | Levadia Tallinn      | 0–0             | 1–3             | 1–3             |
| 2005    | Puchar Intertoto          | 1R      | KAA Gent             | 1–0             | 1–3             | 2–3             |
| 2008    | Puchar Intertoto          | 1R      | Rhyl                 | 5–1             | 4–2             | 9–3             |
| 2008    | Puchar Intertoto          | 2R      | FK Rīga              | 2–1             | 0–1             | 2–2, w.         |
| 2009/10 | Liga Mistrzów             | 2Q      | Red Bull Salzburg    | 0–1             | 1–1             | 1–2             |
| 2010/11 | Liga Mistrzów             | 2Q      | The New Saints       | 1–0             | 0–4             | 1–4             |
| 2011/12 | Liga Europy               | 2Q      | Olimpija Lublana     | 1–1             | 0–2             | 1–3             |
| 2012/13 | Liga Europy               | 1Q      | Þór Akureyri         | 0–0             | 1–5             | 1–5             |
| 2020/21 | Liga Europy               | 1Q      | Fehérvár             | 1–1 (W), k: 2–4 | 1–1 (W), k: 2–4 | 1–1 (W), k: 2–4 |
| 2021/22 | Liga Konferencji Europy   | 1Q      | Stjarnan             | 3–0             | 1–1             | 4–1             |
| 2021/22 | Liga Konferencji Europy   | 2Q      | F91 Dudelange        | 3–0             | 1–0             | 4–0             |
| 2021/22 | Liga Konferencji Europy   | 3Q      | PAOK                 | 2–1             | 0–2             | 2–3             |